# Helsingforsaftalen
Helsingforsaftalen eller Samarbejdsoverenskomst mellem Danmark, Finland, Island, Norge og Sverige, er en politisk aftale mellem Danmark, Finland, Island, Norge og Sverige, der fastlægger rammerne for det nordiske samarbejde i Nordisk Råd og Nordisk Ministerråd. Aftalen trådte i kraft 1. juli 1962 og er blevet ændret gentagne gange siden, senest i 1995.
I præamblen til aftalen hedder det blandt andet, at de nordiske lande:
- vil fremme det nære fællesskab, der i kultur samt i rets- og samfundsopfattelse består mellem de nordiske folk.
- tilstræber at gennemføre ensartede retsregler i de nordiske lande i så mange henseender som muligt.
- ønsker at forny og udvikle det nordiske samarbejde i lyset af de nordiske landes udvidede deltagelse i det europæiske samarbejde.